# Élections cantonales de 2004 à Mayotte
Les élections cantonales ont eu lieu les 21 et 28 mars 2004.
Lors de ces élections, 9 des 19 cantons de Mayotte ont été renouvelés. Elles ont vu l'élection d'une majorité sans étiquette dirigée par Saïd Omar Oili, succédant à Younoussa Bamana, président MPM du conseil général depuis 1991.

## Résultats à l’échelle du département
Répartition départementale des résultats (2e tour).
- PS (5,17 %)
- DVG (1,78 %)
- Divers (32,44 %)
- UMP (37,14 %)
- DVD (23,47 %)

| Étiquette      | Étiquette                         | Premier tour | Premier tour | Second tour | Second tour | Sièges |
| Étiquette      | Étiquette                         | Voix         | %            | Voix        | %           | Sièges |
| -------------- | --------------------------------- | ------------ | ------------ | ----------- | ----------- | ------ |
|                | Parti socialiste                  | 1 609        | 10,38        | 845         | 5,17        | 0      |
|                | Divers gauche                     | 877          | 5,66         | 291         | 1,78        | 0      |
|                | Parti communiste français         | 156          | 1,01         |             |             |        |
|                | Les Verts                         | 50           | 0,32         |             |             |        |
| Gauche         | Gauche                            | 2 692        | 17,37        | 1 136       | 6,95        | 0      |
|                |                                   |              |              |             |             |        |
|                | Union pour un mouvement populaire | 4 031        | 26,00        | 6 071       | 37,14       | 5      |
|                | Divers droite                     | 3 408        | 21,98        | 3 836       | 23,47       | 3      |
| Droite         | Droite                            | 7 439        | 47,98        | 9 907       | 60,61       | 8      |
|                |                                   |              |              |             |             |        |
|                | Divers                            | 5 371        | 34,65        | 5 303       | 32,44       | 1      |
|                |                                   |              |              |             |             |        |
| Inscrits       | Inscrits                          | 25 720       | 100,00       | 25 601      | 100,00      |        |
| Abstention     | Abstention                        | 9 835        | 38,24        | 8 945       | 34,94       |        |
| Votants        | Votants                           | 15 885       | 61,76        | 16 656      | 65,06       |        |
| Blancs et nuls | Blancs et nuls                    | 383          | 2,41         | 310         | 1,86        |        |
| Exprimés       | Exprimés                          | 15 502       | 97,59        | 16 346      | 98,14       |        |

## Résultats par canton

### Canton de Bandraboua
| Candidats      | Candidats           | Étiquette      | Premier tour | Premier tour | Second tour | Second tour |
| Candidats      | Candidats           | Étiquette      | Voix         | %            | Voix        | %           |
| -------------- | ------------------- | -------------- | ------------ | ------------ | ----------- | ----------- |
|                | Ahamada Mouridi     | PS             | 661          | 37,75        | 845         | 45,28       |
|                | M'Hamadi Abdou      | DVD            | 585          | 33,41        | 1 021       | 54,72       |
|                | Ahamadi Madi        | DVG            | 265          | 15,13        |             |             |
|                | Attoumani Abdou     | UMP            | 219          | 12,51        |             |             |
|                | Youssouf Soulaimana | SE             | 21           | 1,20         |             |             |
|                |                     |                |              |              |             |             |
| Inscrits       | Inscrits            | Inscrits       | 2 970        | 100,00       | 2 961       | 100,00      |
| Abstention     | Abstention          | Abstention     | 1 192        | 40,13        | 1 070       | 36,14       |
| Votants        | Votants             | Votants        | 1 778        | 59,87        | 1 891       | 63,86       |
| Blancs et nuls | Blancs et nuls      | Blancs et nuls | 27           | 1,52         | 25          | 1,32        |
| Exprimés       | Exprimés            | Exprimés       | 1 751        | 98,48        | 1 866       | 98,68       |

### Canton de Bandrélé
| Candidats      | Candidats         | Étiquette      | Premier tour | Premier tour | Second tour | Second tour |
| Candidats      | Candidats         | Étiquette      | Voix         | %            | Voix        | %           |
| -------------- | ----------------- | -------------- | ------------ | ------------ | ----------- | ----------- |
|                | Mustoihi Mari     | DVD            | 684          | 42,04        | 733         | 43,19       |
|                | Mohamed Issouf    | UMP            | 455          | 27,97        | 673         | 39,66       |
|                | Saidina Omar      | DVG            | 316          | 19,42        | 291         | 17,15       |
|                | Daladimbi Mohamed | SE             | 107          | 6,58         |             |             |
|                | Assani Attoumani  | SE             | 65           | 4,00         |             |             |
|                |                   |                |              |              |             |             |
| Inscrits       | Inscrits          | Inscrits       | 2 594        | 100,00       | 2 575       | 100,00      |
| Abstention     | Abstention        | Abstention     | 933          | 35,97        | 847         | 32,89       |
| Votants        | Votants           | Votants        | 1 661        | 64,03        | 1 728       | 67,11       |
| Blancs et nuls | Blancs et nuls    | Blancs et nuls | 34           | 2,05         | 31          | 1,79        |
| Exprimés       | Exprimés          | Exprimés       | 1 627        | 97,95        | 1 697       | 98,21       |

### Canton de Chiconi
| Candidats      | Candidats             | Étiquette      | Premier tour | Premier tour | Second tour | Second tour |
| Candidats      | Candidats             | Étiquette      | Voix         | %            | Voix        | %           |
| -------------- | --------------------- | -------------- | ------------ | ------------ | ----------- | ----------- |
|                | Ishaka Ibrahim        | UMP            | 704          | 32,68        | 897         | 38,68       |
|                | Abdourahamane Ahamada | SE             | 612          | 28,41        | 684         | 29,50       |
|                | Issoufi Madi          | SE             | 514          | 23,86        | 738         | 31,82       |
|                | Mourchidou Bounou     | PS             | 324          | 15,04        |             |             |
|                |                       |                |              |              |             |             |
| Inscrits       | Inscrits              | Inscrits       | 3 612        | 100,00       | 3 598       | 100,00      |
| Abstention     | Abstention            | Abstention     | 1 336        | 36,99        | 1 220       | 33,91       |
| Votants        | Votants               | Votants        | 2 276        | 63,01        | 2 378       | 66,09       |
| Blancs et nuls | Blancs et nuls        | Blancs et nuls | 122          | 5,36         | 59          | 2,48        |
| Exprimés       | Exprimés              | Exprimés       | 2 154        | 94,64        | 2 319       | 97,52       |

### Canton de Chirongui
| Candidats      | Candidats              | Étiquette      | Premier tour | Premier tour | Second tour | Second tour |
| Candidats      | Candidats              | Étiquette      | Voix         | %            | Voix        | %           |
| -------------- | ---------------------- | -------------- | ------------ | ------------ | ----------- | ----------- |
|                | Mistoihi Darmi         | UMP            | 294          | 16,69        | 618         | 35,03       |
|                | Ali Halifa             | SE             | 239          | 13,56        | 1 146       | 64,97       |
|                | Yahaya Dahalani        | SE             | 185          | 10,50        |             |             |
|                | Kamal Ibrahim          | DVD            | 182          | 10,33        |             |             |
|                | Elhadje Ahmedomar      | SE             | 181          | 10,27        |             |             |
|                | Moina Echat Sabili     | DVD            | 151          | 8,57         |             |             |
|                | Moussa Chebani         | PS             | 96           | 5,45         |             |             |
|                | Adrachi Velou          | SE             | 90           | 5,11         |             |             |
|                | Abdallah Bacar         | SE             | 90           | 5,11         |             |             |
|                | Abdourahamani Hourfane | SE             | 88           | 4,99         |             |             |
|                | Brahima Madi           | SE             | 78           | 4,43         |             |             |
|                | Abdou Aboubacar        | SE             | 52           | 2,95         |             |             |
|                | Raffion Madi           | DVG            | 15           | 0,85         |             |             |
|                | Ahamada Salime         | Verts          | 11           | 0,62         |             |             |
|                | Abdallah Abdou         | DVD            | 10           | 0,57         |             |             |
|                |                        |                |              |              |             |             |
| Inscrits       | Inscrits               | Inscrits       | 2 792        | 100,00       | 2 799       | 100,00      |
| Abstention     | Abstention             | Abstention     | 972          | 34,81        | 976         | 34,87       |
| Votants        | Votants                | Votants        | 1 820        | 65,19        | 1 823       | 65,13       |
| Blancs et nuls | Blancs et nuls         | Blancs et nuls | 58           | 3,19         | 59          | 3,24        |
| Exprimés       | Exprimés               | Exprimés       | 1 762        | 96,81        | 1 764       | 96,76       |

### Canton de Kani-Kéli
| Candidats      | Candidats            | Étiquette      | Premier tour | Premier tour | Second tour | Second tour |
| Candidats      | Candidats            | Étiquette      | Voix         | %            | Voix        | %           |
| -------------- | -------------------- | -------------- | ------------ | ------------ | ----------- | ----------- |
|                | Ahmed Attoumani      | UMP            | 401          | 23,93        | 681         | 38,72       |
|                | Abdou Ahmed          | SE             | 302          | 18,02        | 430         | 24,45       |
|                | Abdourahamane Ravoay | SE             | 281          | 16,77        | 648         | 36,84       |
|                | Aynoudine Madi       | SE             | 217          | 12,95        |             |             |
|                | Ahmed Ali            | PS             | 201          | 11,99        |             |             |
|                | Zainadine Daroussi   | DVD            | 143          | 8,53         |             |             |
|                | Abdallah Bamana      | SE             | 131          | 7,82         |             |             |
|                |                      |                |              |              |             |             |
| Inscrits       | Inscrits             | Inscrits       | 2 453        | 100,00       | 2 398       | 100,00      |
| Abstention     | Abstention           | Abstention     | 736          | 30,00        | 619         | 25,81       |
| Votants        | Votants              | Votants        | 1 717        | 70,00        | 1 779       | 74,19       |
| Blancs et nuls | Blancs et nuls       | Blancs et nuls | 41           | 2,39         | 20          | 1,12        |
| Exprimés       | Exprimés             | Exprimés       | 1 676        | 97,61        | 1 759       | 98,88       |

### Canton de Koungou
| Candidats      | Candidats            | Étiquette      | Premier tour | Premier tour | Second tour | Second tour |
| Candidats      | Candidats            | Étiquette      | Voix         | %            | Voix        | %           |
| -------------- | -------------------- | -------------- | ------------ | ------------ | ----------- | ----------- |
|                | Said Ahamadi         | SE             | 508          | 32,32        | 813         | 47,49       |
|                | Hamidou Salim        | UMP            | 403          | 25,64        | 899         | 52,51       |
|                | Maamboudi Said Ali   | SE             | 148          | 9,41         |             |             |
|                | Bourahime Houmadi    | PS             | 143          | 9,10         |             |             |
|                | Maoulida Moina Daoud | DVD            | 125          | 7,95         |             |             |
|                | Said Boinali         | SE             | 110          | 7,00         |             |             |
|                | Said Mdallah         | DVG            | 81           | 5,15         |             |             |
|                | Darmi Mfoumby        | DVD            | 54           | 3,44         |             |             |
|                |                      |                |              |              |             |             |
| Inscrits       | Inscrits             | Inscrits       | 3 093        | 100,00       | 3 074       | 100,00      |
| Abstention     | Abstention           | Abstention     | 1 497        | 48,40        | 1 326       | 43,14       |
| Votants        | Votants              | Votants        | 1 596        | 51,60        | 1 748       | 56,86       |
| Blancs et nuls | Blancs et nuls       | Blancs et nuls | 24           | 1,50         | 36          | 2,06        |
| Exprimés       | Exprimés             | Exprimés       | 1 572        | 98,50        | 1 712       | 97,94       |

### Canton de M'Tsangamouji
| Candidats      | Candidats           | Étiquette      | Premier tour | Premier tour | Second tour | Second tour |
| Candidats      | Candidats           | Étiquette      | Voix         | %            | Voix        | %           |
| -------------- | ------------------- | -------------- | ------------ | ------------ | ----------- | ----------- |
|                | Ahamada Madi        | UMP            | 779          | 39,15        | 986         | 47,61       |
|                | Madi Chanfi Ahamada | DVD            | 566          | 28,44        | 1 085       | 52,39       |
|                | Issouf Madi         | SE             | 219          | 11,01        |             |             |
|                | Bacar Said          | SE             | 133          | 6,68         |             |             |
|                | Assani Alidina      | PCF            | 132          | 6,63         |             |             |
|                | Soufou Hamada       | DVG            | 115          | 5,78         |             |             |
|                | Anli Mahadi         | SE             | 24           | 1,21         |             |             |
|                | Ali Caharafou       | Verts          | 22           | 1,11         |             |             |
|                |                     |                |              |              |             |             |
| Inscrits       | Inscrits            | Inscrits       | 3 196        | 100,00       | 3 180       | 100,00      |
| Abstention     | Abstention          | Abstention     | 1 173        | 36,70        | 1 068       | 33,58       |
| Votants        | Votants             | Votants        | 2 023        | 63,30        | 2 112       | 66,42       |
| Blancs et nuls | Blancs et nuls      | Blancs et nuls | 33           | 1,63         | 41          | 1,94        |
| Exprimés       | Exprimés            | Exprimés       | 1 990        | 98,37        | 2 071       | 98,06       |

### Canton d'Ouangani
| Candidats      | Candidats        | Étiquette      | Premier tour | Premier tour | Second tour | Second tour |
| Candidats      | Candidats        | Étiquette      | Voix         | %            | Voix        | %           |
| -------------- | ---------------- | -------------- | ------------ | ------------ | ----------- | ----------- |
|                | Hadadi Andjilani | UMP            | 389          | 28,84        | 596         | 41,39       |
|                | Papa Ahmed Combo | SE             | 279          | 20,68        | 545         | 37,85       |
|                | Ambody Ali       | SE             | 256          | 18,98        | 299         | 20,76       |
|                | Rastami Abdou    | SE             | 184          | 13,64        |             |             |
|                | Issoufi Abdou    | SE             | 132          | 9,79         |             |             |
|                | Ahamada Ali      | SE             | 33           | 2,45         |             |             |
|                | Issmaila Ahamed  | SE             | 30           | 2,22         |             |             |
|                | Abassi Baco      | SE             | 29           | 2,15         |             |             |
|                | Assani Mari      | Verts          | 17           | 1,26         |             |             |
|                |                  |                |              |              |             |             |
| Inscrits       | Inscrits         | Inscrits       | 2 377        | 100,00       | 2 372       | 100,00      |
| Abstention     | Abstention       | Abstention     | 1 007        | 42,36        | 910         | 38,36       |
| Votants        | Votants          | Votants        | 1 370        | 57,64        | 1 462       | 61,64       |
| Blancs et nuls | Blancs et nuls   | Blancs et nuls | 21           | 1,53         | 22          | 1,50        |
| Exprimés       | Exprimés         | Exprimés       | 1 349        | 98,47        | 1 440       | 98,50       |

### Canton de Pamandzi
| Candidats      | Candidats             | Étiquette      | Premier tour | Premier tour | Second tour | Second tour |
| Candidats      | Candidats             | Étiquette      | Voix         | %            | Voix        | %           |
| -------------- | --------------------- | -------------- | ------------ | ------------ | ----------- | ----------- |
|                | Ahmed Fadul           | UMP            | 387          | 23,87        | 721         | 41,97       |
|                | Abdoulatifou Aly      | DVD            | 379          | 23,38        | 622         | 36,20       |
|                | Ahmed Ali Abdou Salam | DVD            | 272          | 16,78        | 375         | 21,83       |
|                | Mohamed Moustoifa     | DVD            | 231          | 14,25        |             |             |
|                | Ousseni Maandhui      | PS             | 184          | 11,35        |             |             |
|                | Ibrahim Madi          | DVG            | 85           | 5,24         |             |             |
|                | Houmadi Ali           | PCF            | 24           | 1,48         |             |             |
|                | Mohamed Ali Hamid     | SE             | 23           | 1,42         |             |             |
|                | Ali Mohamed Boina     | DVD            | 14           | 0,86         |             |             |
|                | Halifa Said           | DVD            | 12           | 0,74         |             |             |
|                | Abdouldjabar Salim    | SE             | 10           | 0,62         |             |             |
|                |                       |                |              |              |             |             |
| Inscrits       | Inscrits              | Inscrits       | 2 633        | 100,00       | 2 644       | 100,00      |
| Abstention     | Abstention            | Abstention     | 989          | 37,56        | 909         | 34,38       |
| Votants        | Votants               | Votants        | 1 644        | 62,44        | 1 735       | 65,62       |
| Blancs et nuls | Blancs et nuls        | Blancs et nuls | 23           | 1,40         | 17          | 0,98        |
| Exprimés       | Exprimés              | Exprimés       | 1 621        | 98,60        | 1 718       | 99,02       |